# Augusta Regional Airport
Augusta Regional Airport (Augusta Regional Airport at Bush Field) (IATA: AGS, ICAO: KAGS, FAA LID: AGS) er en offentligt ejet lufthavn elleve km syd for Augusta i Richmond County i staten Georgia.
Lufthavnen blev taget i brug i 1941 og fungerede under 2. Verdenskrig som træningsbase. I 1950 blev lufthavnen taget i brug til kommercielle flyvninger. Den fik sit nuværende navn i 2000, da den skiftede navn fra Bush Field airport. 
Lufthavnen har daglige flyvninger til bl.a. Atlanta og Charlotte, North Carolina.

## Eksterne links
- Officielt website

33°22′11″N 81°57′51″V / 33.3697°N 81.9642°V
| Luftfart | Spire Denne artikel om flyvning er en spire som bør udbygges. Du er velkommen til at hjælpe Wikipedia ved at udvide den. |